# Haus Bisping

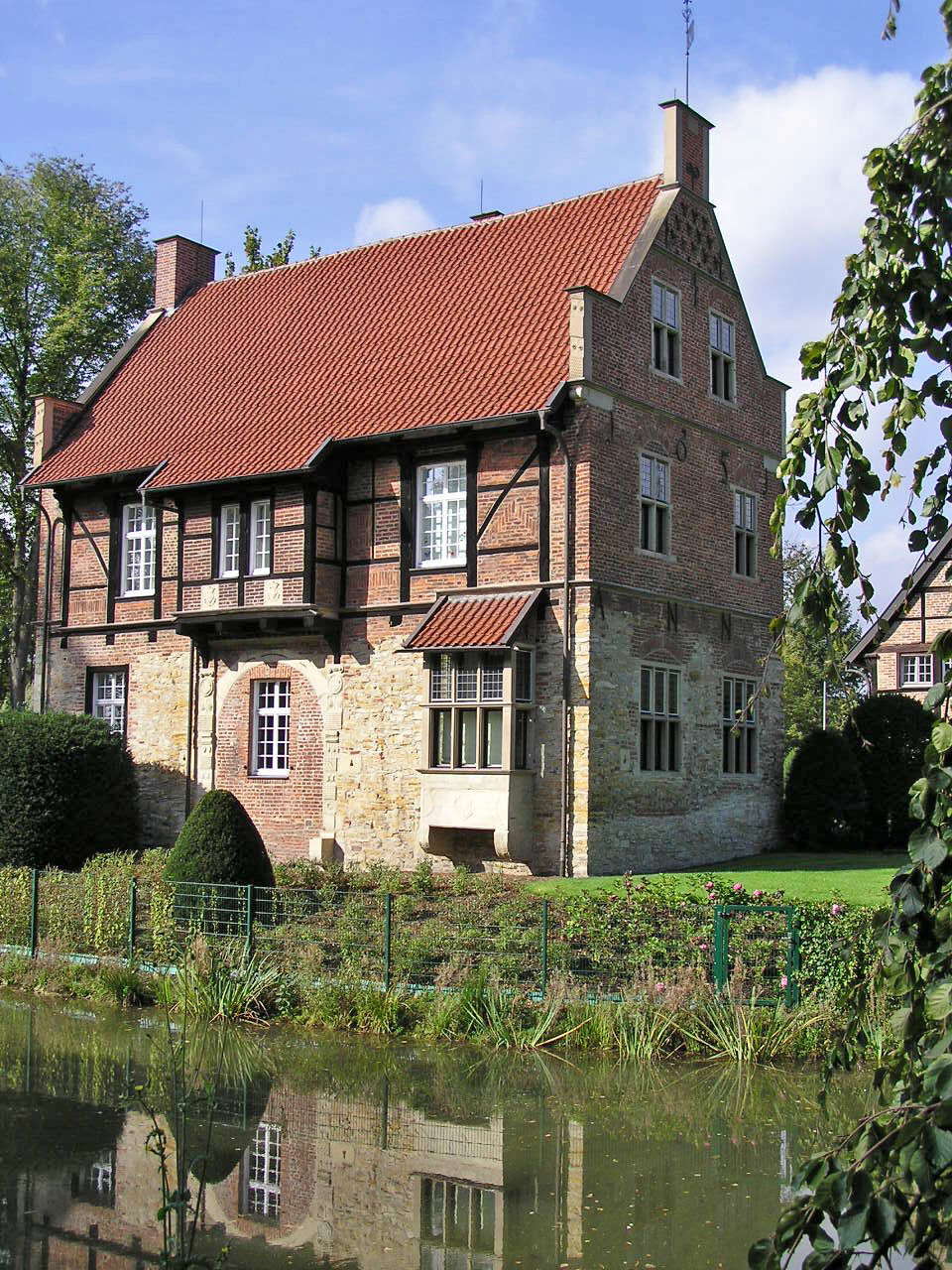
Haus Bisping

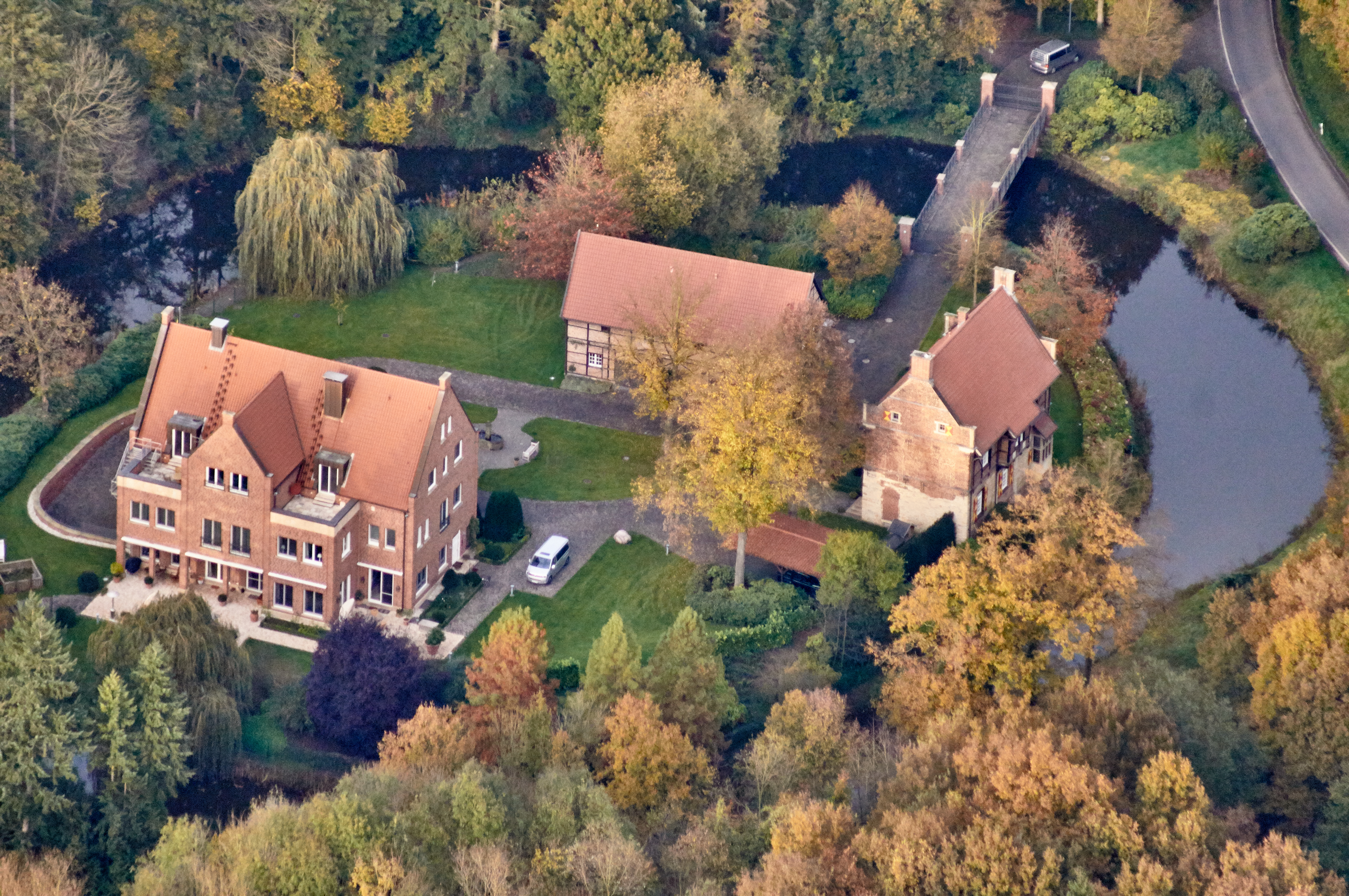
Luftbild

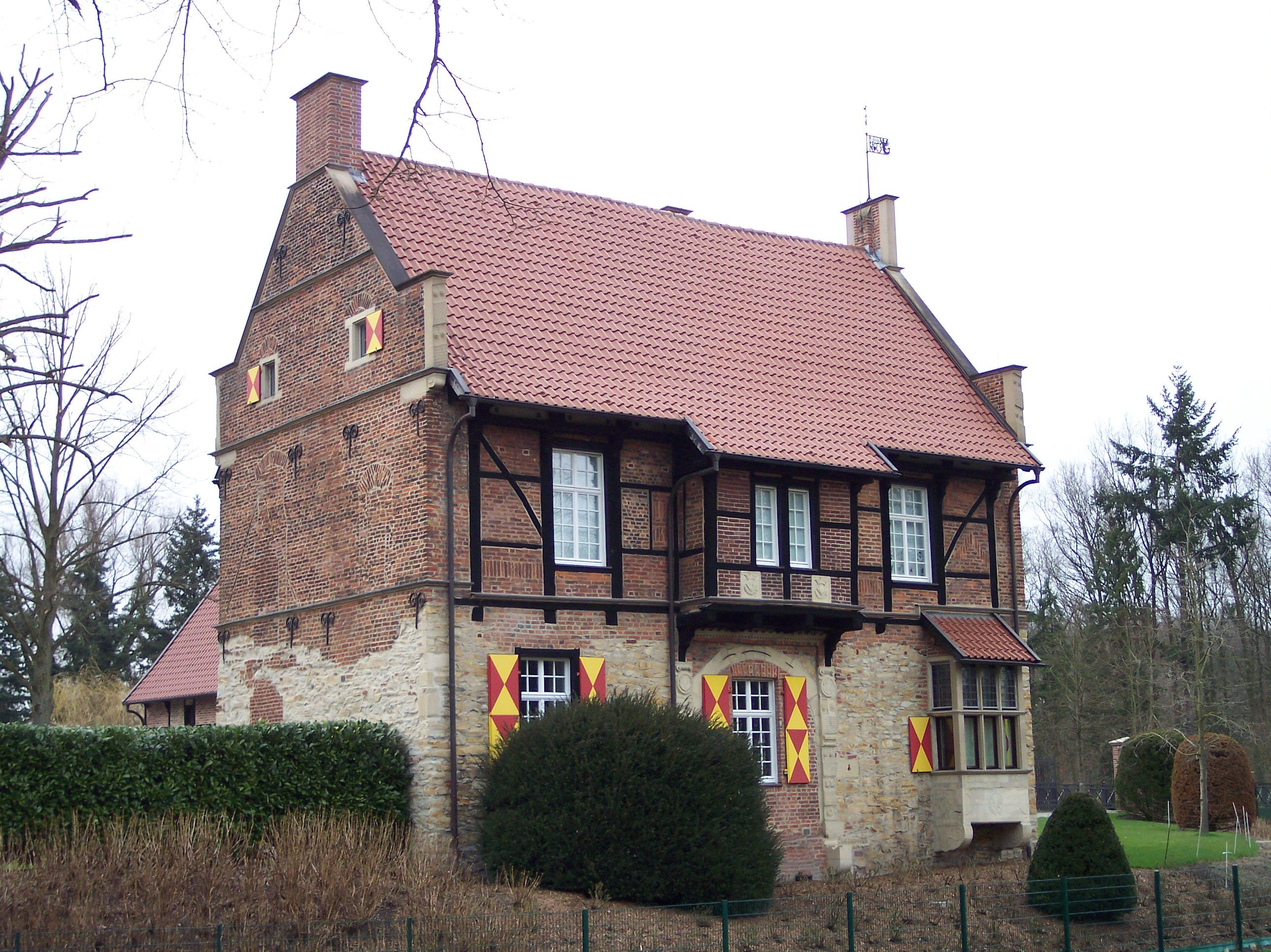
Haus Bisping

Haus Bisping ist ein Gräftenhof in der Nähe des münsterländischen Rinkerode, eines Stadtteils von Drensteinfurt.

## Geschichte
Im 14. Jahrhundert kaufte Friedrich von Norentin das Haus Bispink von Herman von Velen. In seinem Testament von 1418 werden seine beiden Söhne Johann und Hermann mit dem Haus bedacht. Johann verkaufte 1428 seinen Anteil am Haus. Hermanns Tochter Hilberta heiratete den Caspar von Frydag zu Buddenberg und das Haus kam in den Besitz der Familie Frydag.  
Im 16. Jahrhundert findet man den Jasper Frydag (Vridag), Herr zu Aden, Schörling und Bisping, welcher mit Clara Balster von Büren zum Davensberg und der Elisabeth von Wickede verheiratet war. Dessen dritte Tochter aus erster Ehe Clara war die Erbin zu Bisping. Sie heiratete zuerst den Caspar (Ludeke) Valcke zum Rocholl und dann den Bernd von Wolff zu Füchteln (oder von Wulff gen. Lüdinghausen genannt). Bernarda, ihre Tochter aus der zweiten Ehe, heiratete den Dietrich von Galen zu Vellinghausen und somit kam das Schloss in den Besitz der Familie von Galen.  
Der Münsteraner Fürstbischof Christoph Bernhard von Galen wurde dort geboren. 
Heute sind nur noch Teile der Gräfte und das Torhaus aus dem Jahre 1651 erhalten. Das Torhaus lässt die im Münsterland häufig anzutreffende Gestaltung aus rotem Ziegelstein und gelben Sandsteinleibungen der Fenster erkennen. 
In Sichtweite befindet sich die vollständig erhaltene Wasserburg Haus Borg. 